# ديفيد ريكارت الثالث

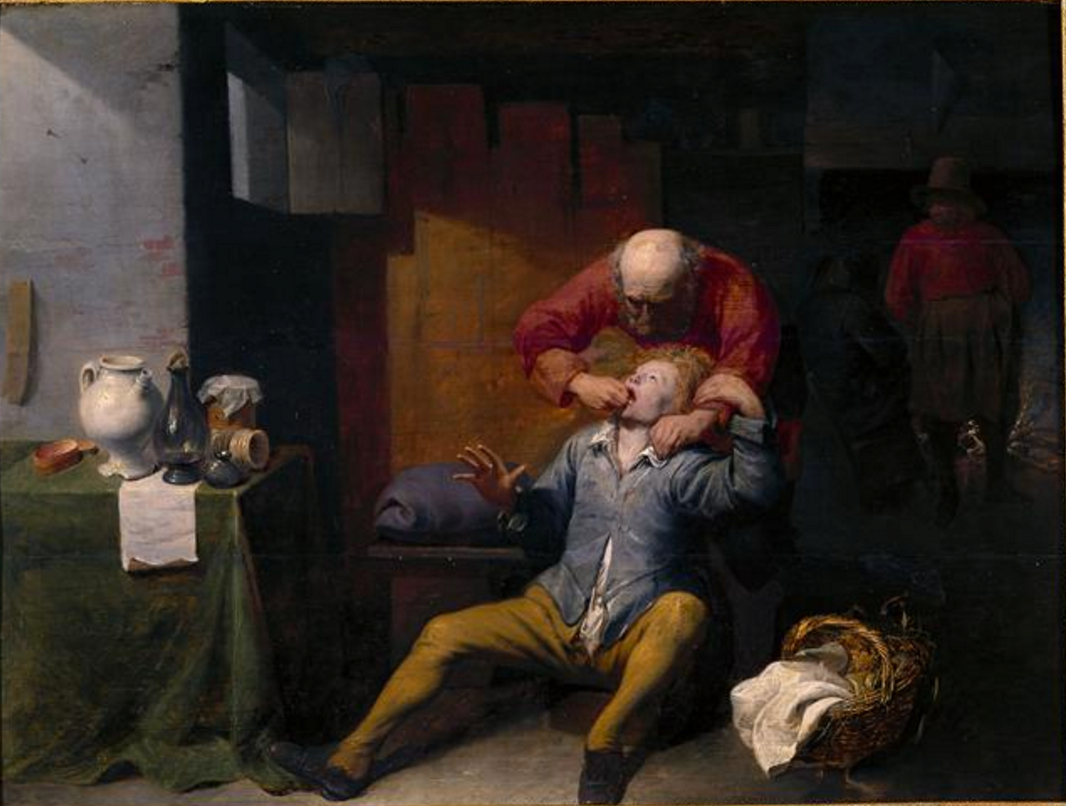
مقلع الأسنان

ديفيد ريكارت الثالث أو ديفيد ريكارت الثالث أو ديفيد ريكارت الأصغر ولد في2 ديسمبر 1612 أنتويرب وتوفي في11 نوفمبر 1661، أنتويرب  كان رسامًا فلمنكيًا معروفًا بمساهمته في الرسم النوعي ولا سيما من خلال مشاهده للشركات والفلاحين المرحين.كما رسم مشاهد الجحيم وصور الكيميائيين  لقد تمتع برعاية رعاة بارزين وكان رسامًا لبلاط حاكم جنوب هولندا . 